# Klaudian (imię)
Klaudian – imię męskie pochodzenia łacińskiego, utworzone od nazwy rzymskiego rodu Klaudiuszów przy pomocy przyrostka -ianus, oznaczającego przynależność lub pochodzenie. Patronem tego imienia jest św. Klaudian, wspominany razem ze św. Wiktorem, Wiktorynem, Papiaszem, Serapionem, Dioskurem i Niceforem.
Klaudian imieniny obchodzi 26 lutego.
Znane osoby noszące imię Klaudian:
- Klaudian Klaudiusz – rzymski poeta
- Klaudian Mamert – pisarz galijski